# Arena Riga
Arena Riga (letonă Arēna Rīga) este o sală polivalentă din Riga, Letonia. Acesta este utilizată în principal pentru hochei pe gheață, baschet și pentru concerte. Riga Arena are 14500 de locuri, numărul lor fiind mai mic pentru meciurile de hochei (10300) și baschet (11200) și a fost finalizată în 2006. Are peste 10,000 m2, iar structura acoperișului cântărește peste 700 de tone, primind premiul pentru „cea mai bună structură a anului” 2006. A fost construită pentru a fi folosită la Campionatul Mondial IIHF din 2006, alături de Skonto Arena. Letonia va candida la alegerea gazdei pentru Campionatul Mondial IIHF din 2018 tot cu Arena Riga, concurând cu Danemarca.
Din 2008, pe această arenă  Dinamo Riga își joacă meciurile de acasă în Liga Continentală de Hochei.
Pe parcursul anilor Arena a găzduit, de asemenea, mai mulți artiști celebri din toate colțurile lumii, printre cei mai importanți cântăreți și formații numărându-se Metallica, Kylie Minogue, Elton John, Rhianna, Depeche Mode și Rammstein.
Este o arenă utilizată des pentru competițiile europene de baschet, înaintea ei fiind utilizate stadioane de fotbal sau săli de sport, în special Daugava. Primul eveniment major de baschet care a avut loc pe Arena Riga a fost meciul vedetelor din baschetul baltic din 2006. Arena a găzduit grupa D de la Eurobasket 2015.

## Concerte în Arena Riga
| - 2Cellos - Thirty Seconds to Mars - A-ha - Adam Tensta - Al Bano - Alla Pugacheva - Apocalyptica - Avril Lavigne - Backstreet Boys - Billy Idol - Björk - Bryan Adams - Bonnie Tyler - Chris Norman - Chris Rea - Combichrist - DDT - Deep Purple - Depeche Mode - Dmitri Hvorostovsky - Ed Sheeran - Elena Vaenga - Elton John - Enrique Iglesias - Eric Clapton - Eros Ramazzotti | - Faithless - Glenn Miller Orchestra - Gojira - Golden Ring - Gotan Project - Gregorian - Grigory Leps - Gustavo - Hurts - Iggy and The Stooges - Imagine Dragons - Instrumenti - James Blunt - James Brown - Jean Michel Jarre - Katie Melua - Katy Perry - KISS - Korn - Kylie Minogue - Lana Del Rey - Lenny Kravitz - Limp Bizkit - Linkin Park - Lou Reed - MakSim - Mariah Carey | - Marilyn Manson - Mashina Vremeni - Metallica - Mika - Mireille Mathieu - Mumiy Troll - Muse - Nazareth - Nikolay Baskov - Ozzy Osbourne - Patricia Kaas - Paul Mauriat - Pet Shop Boys - Philipp Kirkorov - Pink - Placebo - Redfoo - Prāta vētra - Queen + Paul Rodgers - R.E.M. - Rammstein - Rihanna | - Ringo Starr & His All-Starr Band - Robbie Williams - Scorpions - Seal - Sex Pistols - Sigur Rós - Simply Red - Sofia Rotaru - Smokie - Suzi Quatro - Sting - Tiësto - Toto Cutugno - Thriller – Live - The Orchestra - Valery Meladze - Vanessa-Mae - We Are Scientists - Verka Serduchka - Vitas - Zemfira - Zveri - Tokio Hotel |